# Veratrum longibracteatum
Veratrum longibracteatum là một loài thực vật có hoa trong họ Melanthiaceae. Loài này được Takeda miêu tả khoa học đầu tiên năm 1910.